# Бедър джамия (Скопие)
Бедър джамия (на македонска литературна норма: Бедр Џамија) е мюсюлмански храм в Скопие, столицата на Северна Македония.
Джамията е разположена в квартала на Скопие Бутел. Строежът на джамията започва в 2007 и завършва в 2009 година. Архитекти са Юсуф Едип и Джемал Едип. В архитектурно отношение е голяма триетажна сграда с обща площ 3035,88 m2. В мазето има гусюлхане, тоалетни, морга и други помощни помещения. На приземния етаж има библиотека, лекарски кабинет, канцелария на ходжата. На първия етаж е молитвеното пространство на джамията. Сградата има централен купол с диаметър от 15 m. Останалата част е покрита с шест по-малки купола и равен покрив. Минарето е на югозапад и е високо 42 m.